# Pethidin
Pethidin (i USA kendt som meperidin eller Demerol) er et syntetisk stærkt smertestillende lægemiddel i opioid gruppen med hurtigt indsættende virkning. Pethidin var det første syntetiske opioid og blev første gang syntetiseret i 1932.